# Peter Martin (Politiker)
Peter Martin (* 26. Mai 1888 in Mühlheim an der Eis, Pfalz; † 15. April 1970 in München) war ein deutscher Politiker (NSDAP) und Mitglied der SS.

## Leben und Wirken
Nach dem Besuch der Volksschule in Mühlheim an der Eis und des Progymnasiums in Grünstadt absolvierte Martin eine kaufmännische Lehre. 1908 trat er in die kaiserliche Armee ein, der er knapp zwölf Jahre lang bis 1920 angehören sollte. Ab 1918 war er Hilfszahlmeister. Im Ersten Weltkrieg, aus dem er als Schwerkriegsbeschädigter heimkehrte, wurde Martin mit dem Eisernen Kreuz II. Klasse sowie dem Bayerischen Militärverdienstkreuz II. Klasse mit Kreuz und Schwertern ausgezeichnet.
Ab 1920 arbeitete Martin als Beamter in Versorgungsämtern, zuletzt in München. Ab 1925 besuchte Martin, der zweimal verheiratet war, sechs Semester die Münchener Verwaltungsakademie. 1926 wurde er zum Oberverwaltungssekretär befördert.
Im Dezember 1920 wurde Martin Mitglied im Deutschvölkischen Schutz- und Trutzbund. Eigenen Angaben zufolge war er seit dem Mai 1921 für die NSDAP tätig. Nach Aufhebung des NSDAP-Verbots trat er der Partei zum 24. Oktober 1925 erneut bei (Mitgliedsnummer 23.046). 1926 war Martin Beisitzer im Untersuchungs- und Schlichtungsausschuss (USchlA) der Partei. Im Herbst 1930 wurde er stellvertretender Leiter und Stabsleiter der Nationalsozialistischen Kriegsopferversorgung (NSKOV) bei der Parteiorganisation der Reichsleitung der NSDAP.
Bei der Reichstagswahl im November 1932 wurde Martin auf Reichswahlvorschlag seiner Partei in den Reichstag gewählt. Die Nichtaufstellung als Kandidat bei der Reichstagswahl im März 1933 sowie der Vorwurf von Unfähigkeit waren für Martin Anlass, die Einleitung eines UschlA-Verfahrens gegen sich selbst zu beantragen. Bei den Reichstagswahlen 1936 und 1938 kandidierte er, ohne ein Mandat zu erhalten.
Ab April 1933 war Martin Referent im Reichsarbeitsministerium; seine dortige Position als Verbindungsmann der NSKOV verlor er rasch nach einem Zerwürfnis mit Hanns Oberlindober. Im August 1933 wurde er vom Stab des Stellvertreters des Führers übernommen und wurde Vertrauens- und Verbindungsmann der NSDAP für Personalfragen im Arbeitsministerium. Im Januar 1934 trat Martin in den Reichsbund der Deutschen Beamten (RDB) ein, wo er sich als Reichssachbearbeiter zweier RDB-Fachschaften betätigte. Im September 1934 wurde Martin Reichsbeauftragter des Arbeitsministers für den Reichsverband der Allgemeinen Ortskrankenkassen. Im gleichen Jahr wurde er Reichsredner der NSDAP.
Am 16. März 1936 trat Martin in die SS (SS-Nr. 276.213) im Rang eines Hauptsturmführers ein. Am 30. Oktober 1936 leitete der stellvertretende Berliner Gauleiter Artur Görlitzer ein Parteigerichtsverfahren ein mit dem Ziel, Martin aus der Partei auszuschließen. Zudem wurde im Februar 1937 ein SS-Disziplinarverfahren wegen parteischädigendem Verhalten eingeleitet. Beide Verfahren wurden im Sommer 1937 eingestellt. In der SS erreichte Martin im November 1938 den Rang eines Standartenführers. Im Vormonat war Martin in die sudetendeutschen Gebiete abgeordnet worden, wo er eine Abteilung der Arbeitsverwaltung aufbauen sollte.
Auf Befehl Martins wurde im November 1941 Margot Blankenburg aus ihrer Wohnung in der Mommsenstr. 17 in Berlin vertrieben; sie wurde später mit dem 31. Transport vom 1. März 1943 nach Auschwitz deportiert.
Ab September 1943 war Martin als Ministerialrat beim Rechnungshof des Deutschen Reiches in Potsdam beschäftigt.